# Huttwil
Huttwil é uma comuna da Suíça, no Cantão Berna, com cerca de 4.723 habitantes. Estende-se por uma área de 17,24 km², de densidade populacional de 274 hab/km². Confina com as seguintes comunas: Auswil, Dürrenroth, Eriswil, Gondiswil, Rohrbach, Rohrbachgraben, Ufhusen (LU), Wyssachen.
A língua oficial nesta comuna é o Alemão.